# Trapézlemez
A trapézlemez acéllemezből, hideghengerművel formázott építőanyag. Keresztmetszete trapézokból áll, vélhetően innen kapta a nevét. (például a hullámlemez keresztmetszete hullámokból áll.)

## Alapanyaga
0,35 - 2 mm vastag horganyzott acéllemez, ami lehet színes poliészter bevonatú is. Az acéllemezt kaphat alucink bevonatot is, mely egy nagyon erős alumínium-cink-titán ötvözet, melynek eredményeképpen egy rendkívül ellenálló terméket kapunk.  
A festett poliészter bevonat a gyakorlatban általában 25 mikron vastagságú, ami hosszú élettartamot biztosít kültéri alkalmazásoknál. Beltéri használat esetén vékonyabb, 12-15 mikronos bevonatokat is alkalmaznak, amelyeket elsősorban kisebb mechanikai igénybevételhez terveztek. Az UV-álló és időjárásálló bevonatok biztosítják, hogy a trapézlemez ellenálljon a korróziónak és az időjárás viszontagságainak. 

## Felhasználása
A trapézlemez rendkívül sokoldalúan használható, a következő területeken fordul elő leggyakrabban:  
- Kerítésbetét,
- oldalfal burkolat,
- belső térelválasztó burkolat,
- álmennyezet,
- tetőburkolat.

## Speciális felhasználások:
Tetőburkolatként: A trapézlemezeket gyakran alkalmazzák tetőfedésre. Könnyű súlyuk, tartósságuk és költséghatékonyságuk miatt ideális megoldást jelentenek ipari, mezőgazdasági és lakóépületekhez. A trapézlemezek tetőként történő használatakor előny, hogy alacsony karbantartási igényük van, miközben gyorsan és könnyen telepíthetők. 
Mezőgazdasági épületek: Trapézlemezt gyakran alkalmaznak istállók, raktárak vagy csarnokok burkolására a könnyű tisztíthatóság és időjárásállóság miatt.  
Lakóépületek: Modern lakóházaknál is megjelenhet, például garázsok tetőfedésére vagy dekoratív falburkolatként.  

## Mit jelent a T-szám a trapézlemez nevében?
A trapézlemezek különböző típusai bordamagasságuk szerint osztályozhatók, amelyek meghatározzák az anyag teherbírását és merevségét. A kisebb bordázatú típusok, mint a T7 vagy T14, könnyű falburkolatokhoz és dekorációs célokra használhatók, míg a nagyobb bordamagasságú T35 vagy T55 típusok ipari csarnokok és mezőgazdasági épületek burkolására alkalmasak.
Az árakat befolyásolja a lemez vastagsága, a bevonat típusa, valamint a bordamagasság.  Az ár-érték arány szempontjából a trapézlemez az egyik leggazdaságosabb építőanyag. 

## Előnyei
A trapézlemez népszerűsége számos előnyének köszönhető: 
- Könnyű szerelhetőség: Egyszerűen méretre vágható és rögzíthető.
- Tartósság: Ellenáll az időjárás viszontagságainak, hosszú élettartammal bír.
- Gazdaságos megoldás: Alacsony költségek mellett nyújt kiemelkedő teljesítményt.
- Sokoldalúság: Széles körben használható különböző építési és felújítási projektekhez.